# Christian Kaijser
Fritz Christian Kaijser, född 2 mars 1900 i Härnösand, död 23 maj 1962 i Stockholm, var en svensk disponent.
Kaijser var son till medicine doktor Fritz Kaijser och medicine licentiat Anna Lovén samt bror till Helena Johanna Kaijser), Rolf Kaijser, Fritz Kaijser, Erland Kaijser och Olof Kaijser. Han studerade vid Skogshögskolan 1925 och var anställd vid trävaruföretag 1925-1931. Kaijser var disponent vid Rockhammars bruk AB 1934-1936 (förvaltare 1931-1933), vid Starbo bruksägares AB 1935-1938 och vid AB Tegefors verk 1938-1951. Han var verkställande direktör vid Karnaphuli Paper Mills i Chandraghona, Östpakistan 1952-1953.
Kaijser gifte sig 1926 med Hermine Ramström (född 1902), dotter till konsul Herman Ramström och Agnes Nyberg. Kaijser avled 1962 och gravsattes på Lidingö kyrkogård.